# Paravanimeer
Het Paravanimeer (Georgisch:ფარავანი) is het grootste meer van Georgië, gelegen in de zuid-Georgische gemeente Ninotsminda (regio Samtsche-Dzjavacheti) en is een populaire bestemming om te vissen.
Het meer heeft een oppervlakte van 37,5 km² met een maximale diepte van 3,3 meter en bevindt zich op 2073 meter boven zeeniveau. Mede door deze hoge ligging in het Dzjavacheti Hoogland met koude winters bevriest het meer in de winter met een ijsdikte variërend van 47 tot 73 cm en kent het meer een volume van 91 miljoen km³. Het meer wordt gevoed door kleine rivieren zoals de Sjaori, Sabadostskali en de Rodionovskistskali naast neerslag in de vorm van regen en sneeuw alsmede ondergrondse bronnen. 
De rivier Paravani begint vanaf het zuidelijke deel van het meer en voegt zich via het Sagamomeer na 74 kilometer bij de Mtkvari rivier in Chertvisi. 

## Foto's

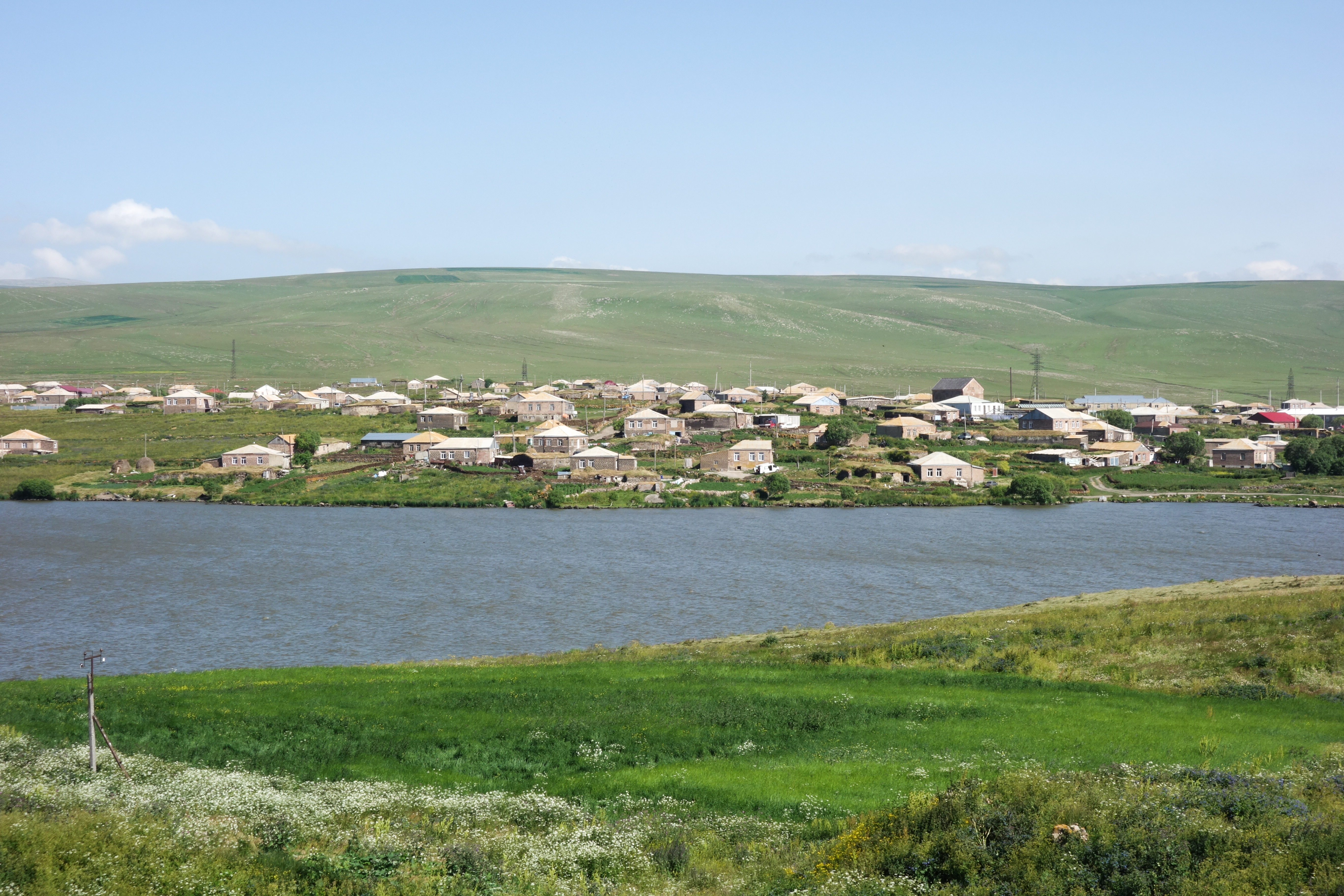
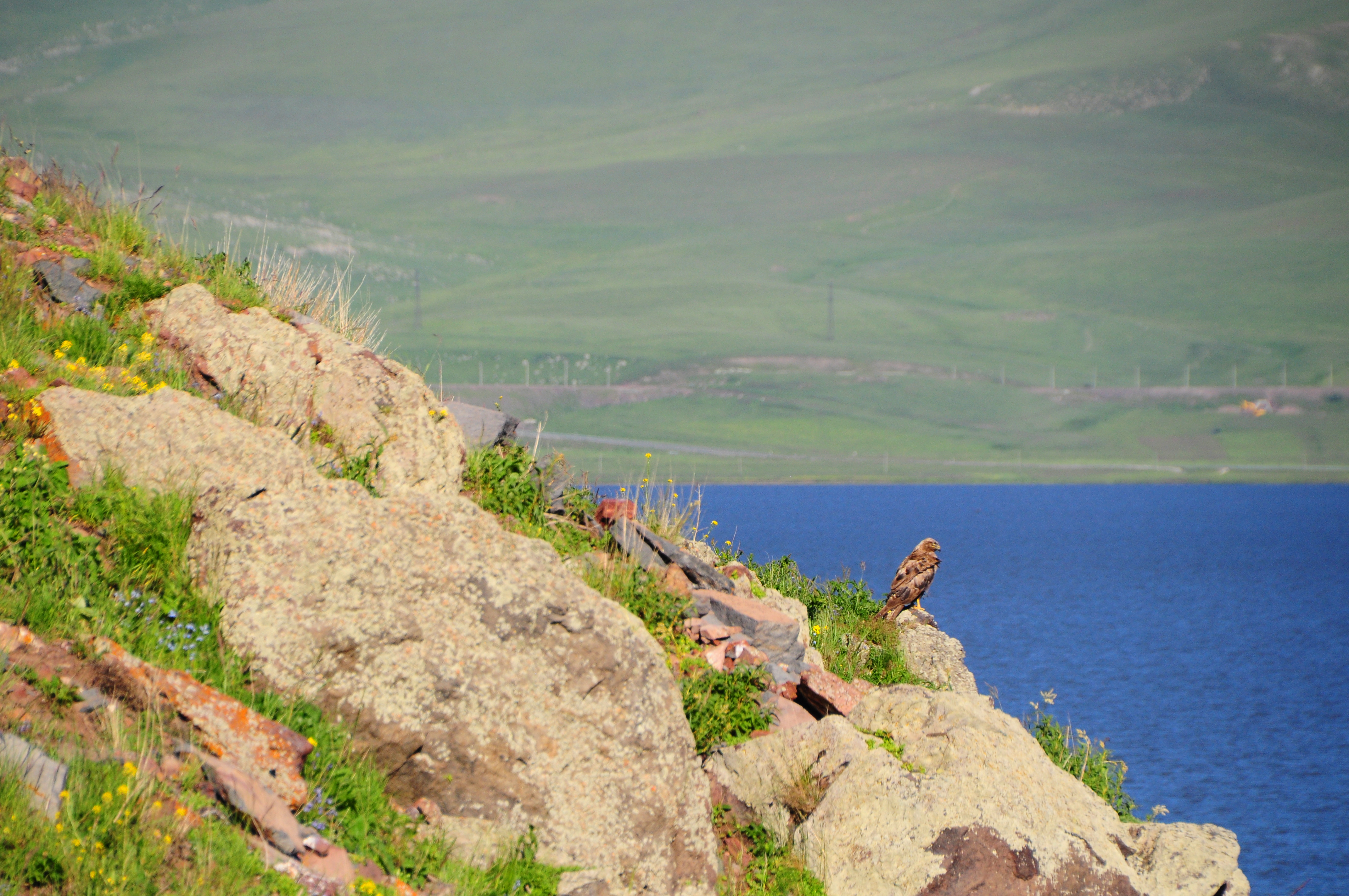
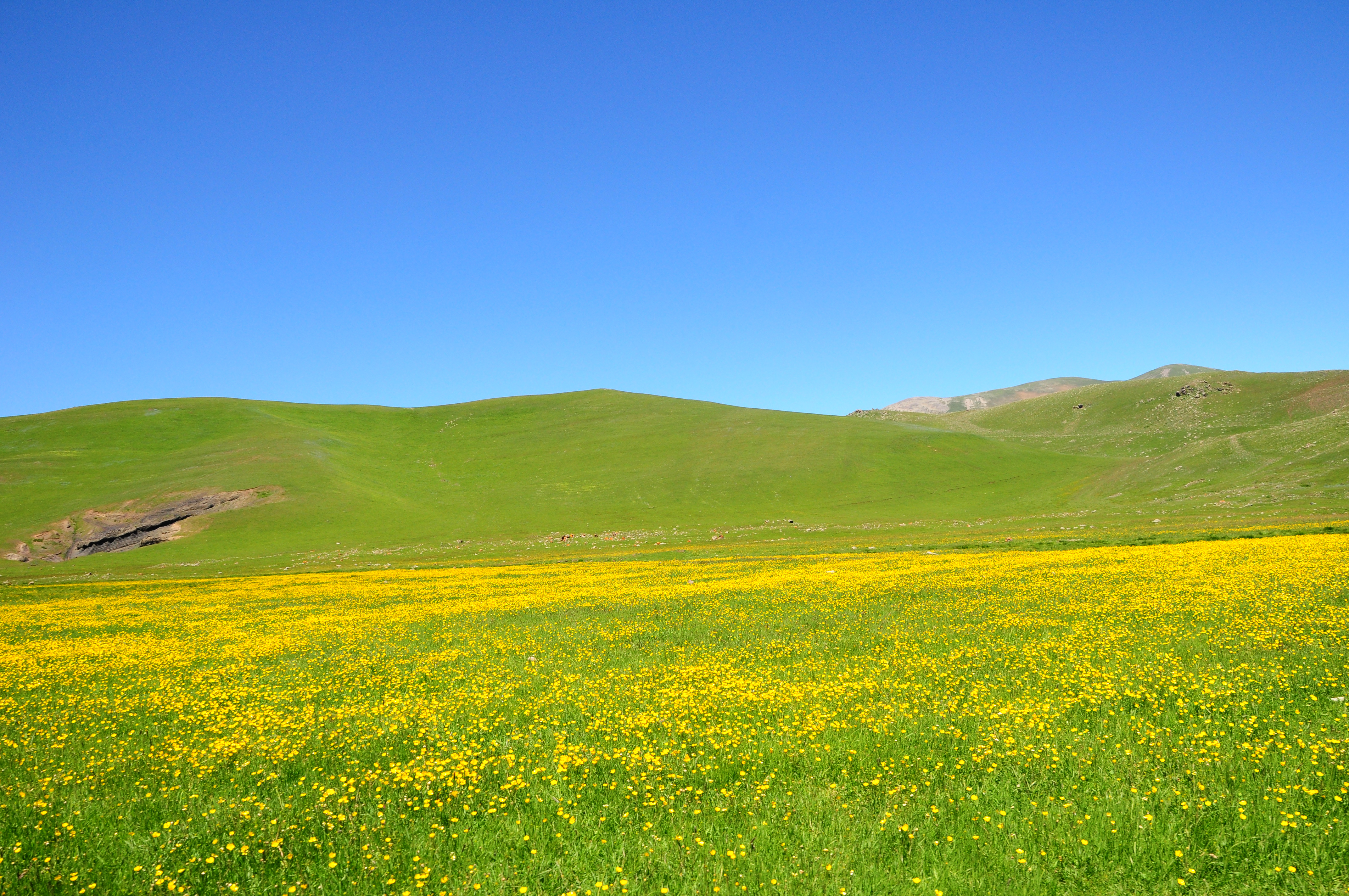
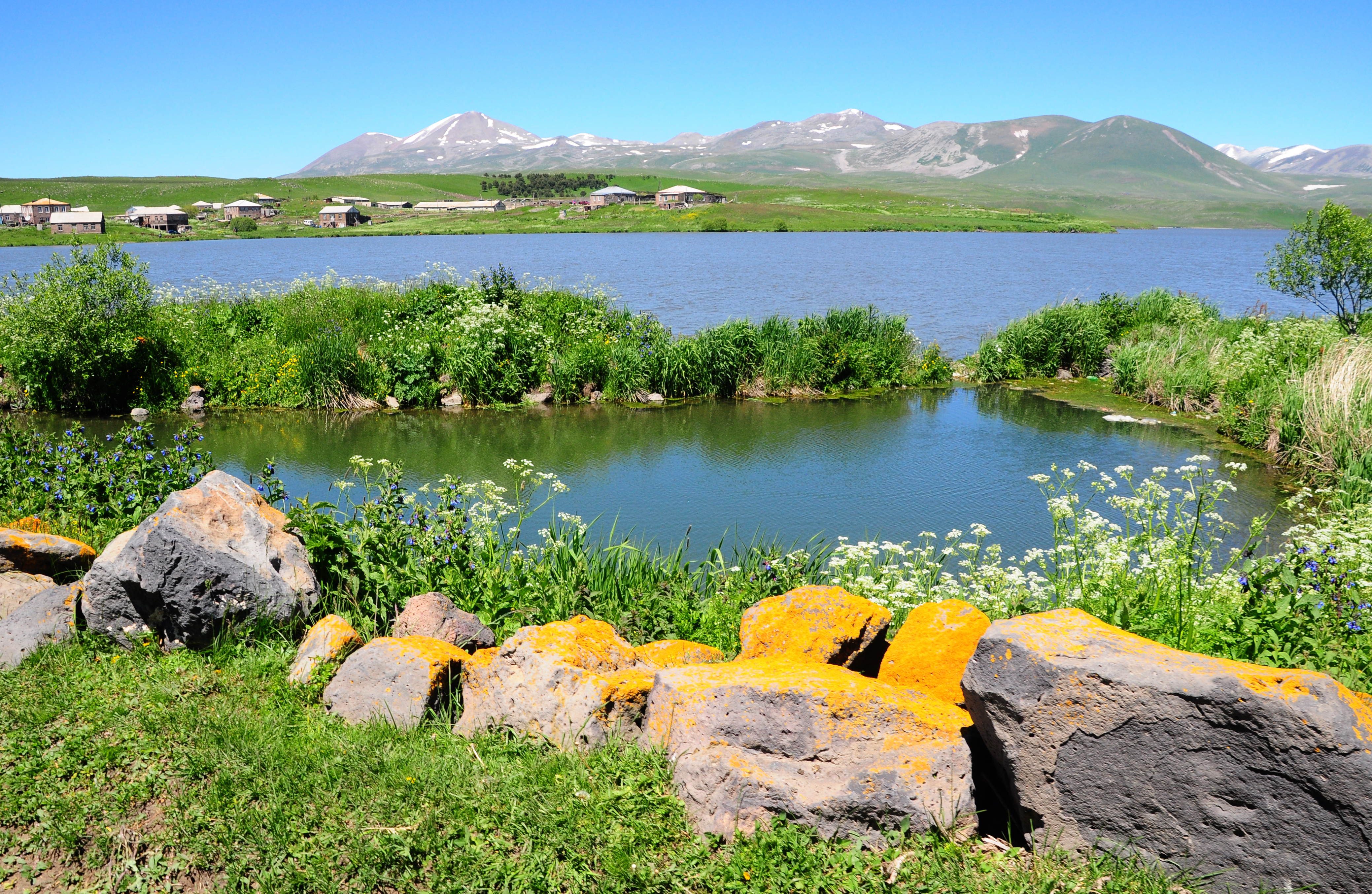